# Marcel Mănăstireanu

Bustul lui Iancu Flondor din Rădăuţi.

Marcel Mănăstireanu (n. 1 martie 1950 - d. decembrie 2020) a fost un pictor și sculptor român.
A început să modeleze în lut ca elev la Casa Pionierului din Botoșani, la atelierul profesorului Aurelian Donisă.
A pictat timp de 23 de ani, lucrările sale făcând obiectul a peste 15 expoziții. A renunțat din 1993 la expozițiile de pictură, dedicându-și viața sculpturii.
În data de 30 mai 2014, Marcel Mănăstireanu a primit titlul de cetățean de onoare al municipiului Botoșani.
În decembrie 2020 Marcel Mănăstireanu a decedat.,

## Sculpturi
- Bustul patriarhului Teoctist, dezvelit în 7 februarie 2009 în fața Bisericii "Nașterea Maicii Domnului" din satul Victoria din județul Botoșani.[6]
- Rotonda personalităților din parcul Mihai Eminescu din Botoșani, compusă din 15 lucrări[6] reprezentând scriitori, istorici, botaniști sau pictori, botoșăneni la origine[2]. Între ele se numără și cele ale lui Mihai Eminescu, George Enescu, Nicolae Iorga, Ștefan Luchian[7].
- Bustul lui Mihai Eminescu din Odesa, Ucraina.[6] Bustul, donat cu sprijinul financiar al Primăriei din Botoșani, a fost transportat, la Odesa în 2003 și a fost dezvelit  la 31 mai 2011,  cu prilejul celei de-a 17-a ediții a “Deniilor eminesciene”. Lucrarea este amplasată în fața Consulatului României la Odessa. La eveniment a luat parte și ambasadorul României la Kiev, Cornel Ionescu și  consulul genaral al  României la Cernăuți, doamna Eleonora Moldovan.
- Statuia lui Alexandru cel Bun din Cernăuți.[6]
- Efigia lui Ciprian Porumbescu, basorelief în profil, amplasat pe fațada Societății Culturale “Mihai Eminescu” din Cernăuți.[6][8]
- Bustul lui Mihai Eminescu de lângă Biserica Sfinții Arhangheli Mihail și Gavriil din Călinești-Cuparencu, dezvelit la 19 iunie 2005.
- Statuia lui Ștefan cel Mare și Sfânt, inaugurată la Edineț, în Republica Moldova[2] în 20 august 2006. Monumentul cu o înălțime de 2,85 m, este turnat în praf de piatră și este instalat pe un soclu înalt de 3m[9].
- Bustul lui Iancu Flondor din Rădăuți, inaugurat sâmbătă, 28 noiembrie 2009, la Rădăuți, în parcul central, în memoria lui Iancu Flondor, fost deputat în Dieta Bucovinei.[10]
- Bustul lui Grigore Vieru, realizat din piatră, dezvelit pe 14 februarie 2010 în orașul Strășeni din Republica Moldova, cu ocazia împlinirii a 75 de ani de la nașterea poetului moldovean.[11]
- Bustul scriitorului și omului politic Dimitrie Iov, dezvelit în 13 august 2010 în holul Primăriei Flămânzi.[12]
- Bustul generalului erou Gheorghe Avramescu, dezvelit la Botoșani la 25 octombrie 2010, de Ziua Armatei.[13]
- Bustul lui Adrian Păunescu dezvelit pe 18 decembrie 2010 în comuna Dumbrăveni, în centrul comunei, alături de bustul lui Mihai Eminescu și al prințului Leon Ghika.[14] Bustul a fost amplasat în fața Ateneului din Dumbrăveni.[15]
- Bustul lui Mihai Eminescu din parcul comunei Durnești, din județul Botoșani, dezvelit la 13 iunie 2013.
- Bustul profesorului Gheorghe Chipail, chirurg din parcul comunei Durnești, din județul Botoșani, dezvelit la 6 decembrie 2013.[16][17]
- Bustul lui Nicolae Iorga dezvelit la Botoșani în data de 27 noiembrie 2018.[18]